# Канцеларија за информационе технологије и електронску управу
Канцеларија за информационе технологије и електронску управу је посебна организација Србије. Пре него што је била посебна организација, Канцеларија је била служба Владе Републике Србије.

## Надлежности

### Надлежности државне управе
Канцеларија за информационе технологије и електронску управу обавља послове државне управе који се односе на:
- развој и примену стандарда и мера у увођењу информационо-комуникационих технологија у органима државне управе и службама Владе
- успостављање и вођење регистра који садржи генетичке, биомедицинске и друге податке од значаја за истраживања и развој у области биотехнологије, биоинформатике, биоекономије, генетике и медицине
- као и друге послове одређене законима

### Надлежности стручних послова
Канцеларија за информационе технологије и електронску управу обавља стручне послове који се односе на:
- пројектовање, усклађивање, развој и функционисање система електронске управе
- учешће у успостављању и вођењу информационих система у којима органи државне управе и имаоци јавних овлашћења воде податке у регистрима од значаја за пружање услуга електронске управе и регистрима од значаја за научна истраживања
- повезивање података из регистара у надлежности других државних органа
- употребу података и ресурса информационо-комуникационих технологија у циљу унапређења ефикасности рада органа државне управе, територијалне аутономије и локалне самоуправе развојем паметних градова и паметне Србије
- припрему података за развој система вештачке интелигенције и обраду од стране државних органа и организација, научноистраживачких организација и привреде, уз спровођење мера заштите података о личности, нарочито псеудонимизације и анонимизације
- пројектовање, изградњу, повезивање, развој и одржавање ресурса информационо-комуникационих технологија и инфраструктуре потребних за пружање услуга електронске управе, као и подршку у примени наведених технологија
- послове за потребе центра за безбедност информационо-комуникационих система републичких органа
- пружање услуга пројектовањa, развојa и функционисањa интернет приступа, интернет сервиса и других централизованих електронских сервиса и планирање развоја и набавке рачунарске и комуникационе опреме за потребе органа државне управе и служби Владе
- као и друге послове одређене законима

### Надлежности послова координације
Канцеларија за информационе технологије и електронску управу обавља послове координације пружања подршке за остваривање међународне сарадње на глобалном тржишту за дигиталне, иновативне и креативне делатности, као и праћења и промоције повезивања јавног и приватног сектора у областима дигиталне иновативне креативне економије, са циљем одрживог и интегрисаног економског раста Републике Србије.